# Geocharis sacarraoi
Geocharis sacarraoi – gatunek chrząszcza z rodziny biegaczowatych i podrodziny Trechinae.

## Taksonomia
Gatunek ten został opisany w 2003 roku przez Artura R. M. Serrano i Carlosa A. S. Aguiara

## Opis
Chrząszcz bezoki i bezskrzydły, o ciele do 1,8 mm długim. Pokrywy o górnej powierzchni (dysku) z dwiema parami szczecinek: przednią i tylną. Wewnętrzna krawędź tylnych ud silnie ząbkowana. Lewa paramera wąska, z dwoma szczecinkami wierzchołkowymi. Podstawowy płat edeagusa opatrzony silnie wystającą apofizą. Wewnętrzny woreczek edeagusa w widoku bocznym z łukowatym sklerytem.

## Rozprzestrzenienie
Gatunek palearktyczny, endemiczny dla Półwyspu Iberyjskiego, gdzie wykazany został z Portugalii i Hiszpanii.